# Xã Jackson, Quận Allen, Indiana
Xã Jackson (tiếng Anh: Jackson Township) là một xã thuộc quận Allen, tiểu bang Indiana, Hoa Kỳ. Năm 2010, dân số của xã này là 504 người.